# 10319 Toshiharu
10319 Toshiharu eller 1990 TB1 är en asteroid i huvudbältet som upptäcktes den 11 oktober 1990 av de båda japanska astronomerna Kazuro Watanabe och Atsushi Takahashi vid Kitami-observatoriet. Den är uppkallad efter Toshiharu Hatanaka.
Asteroiden har en diameter på ungefär 4 kilometer.